# ヤクシン (大分県の企業)
株式会社ヤクシン
（ヤクシングループ本部）は、大分県大分市に本社を置き、運送事業、引越事業、ホテル事業、冠婚葬祭事業を営むヤクシングループの各企業を管理するグループの中核企業である。かつてはボルボ・カーズのディーラーであるボルボ・カーズ大分の運営も行っていた。

## グループ企業

### 株式会社ヤクシン運輸
- 事業内容 一般貨物自動車運送事業[1]
- 資本金 2,000万円
- 設立 1970年（昭和45年）12月[5]
- 従業員数 350名（2017年12月時点）[6]

### アート引越センター大分株式会社
- 事業内容 大分、熊本、鹿児島、宮崎県内におけるアート引越センターの引越取扱業務および付帯する関連業務
- 資本金 1,000万円
- 従業員数 30名（2016年12月時点）[7]
- 設立 1981年（昭和56年）12月[8]
アート引越センター（現アートコーポレーション）のフランチャイズ1号として設立[1]。

### 株式会社アートエンタープライズ
- 事業内容 広告代理業[1]
- 資本金 1,000万円
- 設立 1981年（昭和56年）12月[9]

### 株式会社大分センチュリーホテル
- 事業内容 大分センチュリーホテル､レストランカテリーナ､中国料理李白､ラウンジコンチェルトの運営及び建物･駐車場の管理
- 資本金 5,000万円
- 従業員数 80名（2016年12月時点）[10]
2002年（平成14年）7月に、株式会社ヤクシンが買収した小田急センチュリーホテル（買収後に大分センチュリーホテルに名称変更）の運営会社として設立[1][11]。

### 株式会社ヤクシンプラス
- 事業内容
  - 冠婚葬祭互助会
  - ホテルザーズ、レストランサッポロの運営及び建物･駐車場の管理
- 資本金 3,000万円
- 設立 1969年（昭和44年）4月[12]
- 従業員数
  - 冠婚葬祭互助会 30名（2016年12月時点）
  - ホテルザーズ 30名（2016年12月時点）[13][14]

1969年（昭和44年）4月に、大分市冠婚葬祭互助会として設立。その後、社名を大分平安閣互助会、フラヴィオンに変更[15]。1998年（平成10年）5月に株式会社ヤクシンが経営権を取得し、株式会社ヤクシンプラスとなる。1999年（平成11年）12月に株式会社ヤクシンがホテルザーズを買収し、その運営を担当する[1]。

### 株式会社風之荘
- 事業内容 葬祭事業
- 資本金 3,000万円
- 設立 1973年（昭和48年）5月

- 従業員数 70名（2016年12月時点）[16]
1973年（昭和48年）5月に加藤葬儀社風之荘を株式会社カトウ産業が設立。1998年（平成10年）5月に株式会社ヤクシンが経営権を取得し、後に株式会社風之荘[17]となる。大分市、別府市、津久見市に、風之荘本館、風之荘わさだ、風之荘高尾山あけの、風之荘べっぷ、風之荘つくみの5つの斎場を有する[1]。

### 株式会社ヤクシンエステート（旧・株式会社わさだ企画）

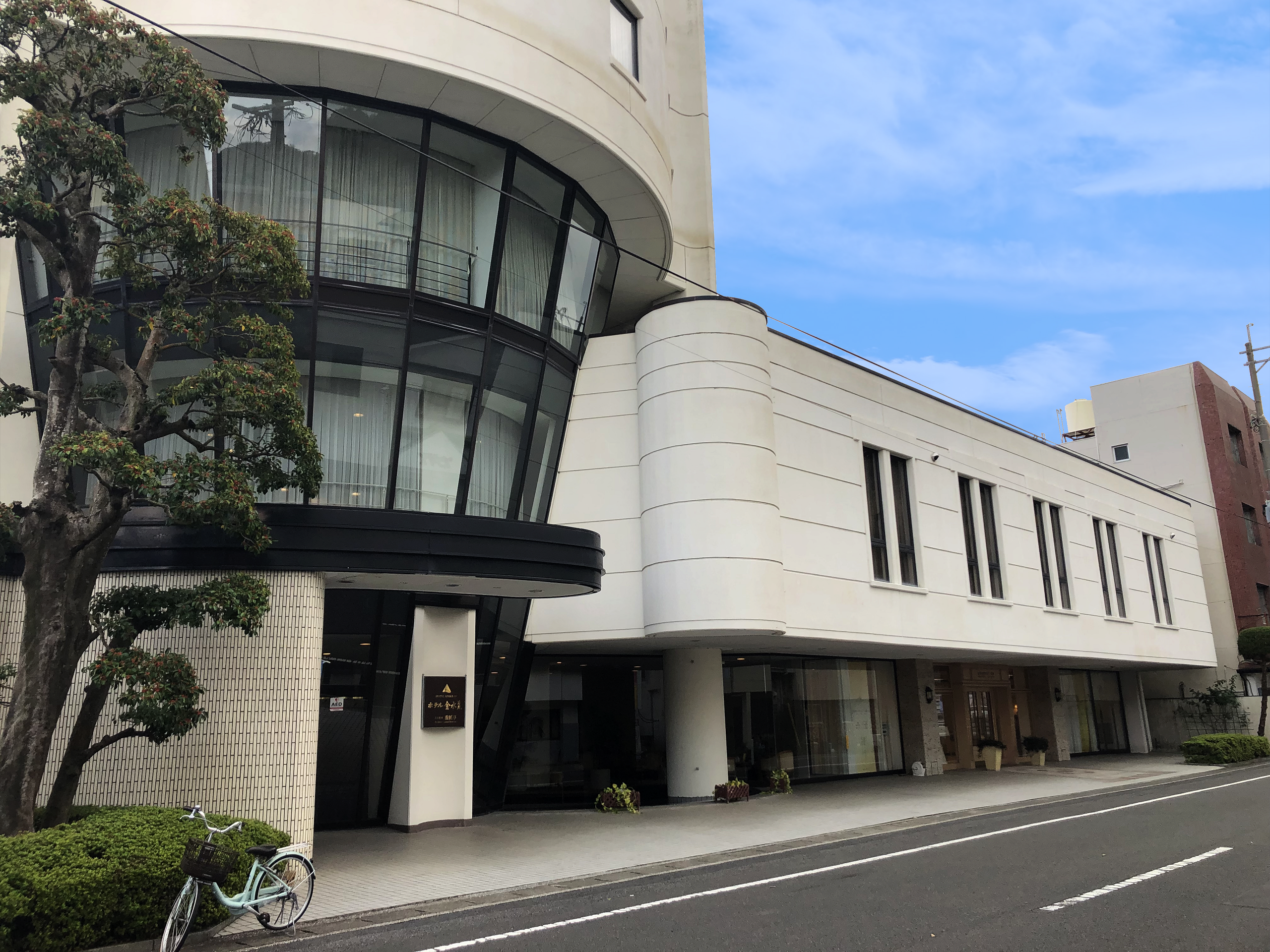
ホテル金水苑

- 事業内容 不動産業
- 資本金 1,500万円
- 設立 1993年（平成5年）6月[18]
2016年（平成28年）9月に株式会社ヤクシンエステート[19][20]に商号変更。2018年（平成30年）7月にホテル金水苑を買収し、その運営を担当する。

## 沿革
創業者で、当時社長であった薬眞寺克尚が、1981年（昭和56年）アート引越センター（現・アートコーポレーション）のフランチャイズ1号店として引越業を始め、自動車ディーラー、葬祭業、ホテル業等に事業を拡げ、現在のヤクシングループとなった。

### 年表
- 1970年（昭和45年）12月 - 株式会社ヤクシン運輸設立[1]。
- 1981年（昭和56年）12月 - アート引越センター大分株式会社及び有限会社アートエンタープライズ（現株式会社アートエンタープライズ）設立。
- 1982年（昭和57年）
  - 7月 - 有限会社アート運輸設立。
  - 10月 - 株式会社ヤクシン設立。
- 1990年（平成2年）10月 - ヤクシンモーター株式会社設立。ヤクシングループと称する。
- 1993年（平成5年）5月 - 有限会社ヤクシン運輸が運送会社３社を合併し現在の株式会社ヤクシン運輸となる。
- 1995年（平成7年）10月 - アート引越センター大分株式会社が株式会社アート引越センター熊本、有限会社アート引越センター鹿児島、有限会社アート引越センター宮崎を吸収合併。
- 1998年（平成10年）5月 - 株式会社カトウ産業（現株式会社風之荘）及び株式会社フラヴィオン（現株式会社ヤクシンプラス[21]）の経営権取得。
- 1999年（平成11年）12月 - ホテルザーズ[22]買収。
- 2000年（平成12年）2月 - 株式会社ヤクシンアネックス設立。
- 2002年（平成14年）7月 - 小田急センチュリーホテル買収。株式会社大分センチュリーホテル[23]に商号変更。
- 2018年（平成30年）7月 - ホテル金水苑買収[24][25]。

### かつて存在または営業を行っていた事業
- ヤクシンモーター株式会社 - ボルボ正規ディーラー、ジャガー正規ディーラー
- 株式会社ブルーライオン大分 - プジョー正規ディーラー
- 株式会社ヤクシンアネックス - ホテル運営
- チャイナＬＩＰＯ - 中国料理店（トキハわさだタウン内）